# Fotofobia
La fotofobia (del latín photos, y este del griego phos, «luz, de luz» y phobía, φοβία, «temor») es la intolerancia anormal a la luz. Es frecuente en personas con albinismo, aunque también puede deberse a enfermedades relacionadas con el ojo o el sistema nervioso. 
Es un síntoma importante, aunque no diagnóstico, en la queratitis, la uveítis, el glaucoma agudo, la cefalea tipo migraña y la cefalea en racimo, así como en las abrasiones y erosiones corneales traumáticas.

## Causas
Los pacientes pueden desarrollar fotofobia  como resultado de varias condiciones médicas diferentes, relacionadas con el ojo o el sistema nervioso. 
- Meningitis[2]
- Enfermedad, lesión o infección ocular, como orzuelo, epiescleritis, glaucoma, queratocono
- Hemorragia subaracnoidea
- Locura
- Quemaduras del ojo
- Migrañas
- Encefalitis
- Conjuntivitis
- Afaquia
- Albinismo
- Iritis
- Aniridia
- Abrasión de córnea
- Conjuntivitis alérgica
- Úlcera de córnea
- Cataratas
- Degeneración macular [3]
- Enfermedad de Stargardt
- Malformación de Arnold-Chiari
- Cistinosis
- Medicamentos anticolinérgicos pueden causar fotofobia al paralizar el músculo esfínter del iris.
- Resaca
- Artritis epidémica chikunguña
- Moquillo en caninos
- Miastenia gravis
- Vitiligo

A veces, las personas daltónicas pueden manifestar fotofobia. No suele revestir importancia y puede aliviarse usando gafas oscuras o apagando la luz. Algunas soluciones oculares de uso frecuente también pueden ocasionar fotofobia, por lo cual discontinuando su uso esta reacción desaparecerá. Esto es provocado muchas veces por compuestos en algunos líquidos de desinfección y conservación para lentes de contacto blandas, aunque debido a la gran variedad de líquidos de conservación para lentes de contacto, solo basta con buscar el más adecuado.